# Out of the Ruins (film 1915)
Out of the Ruins è un cortometraggio muto del 1915 scritto e diretto da Ashley Miller su un soggetto di Rupert Hughes.

## Produzione
Il film fu prodotto dalla Edison Company.

## Distribuzione
Distribuito dalla General Film Company, il film - un cortometraggio in tre bobine - uscì nelle sale cinematografiche USA il 23 aprile 1915. Ne venne fatta una riedizione che fu distribuita il 20 giugno 1916.